# プリザーブドフラワー

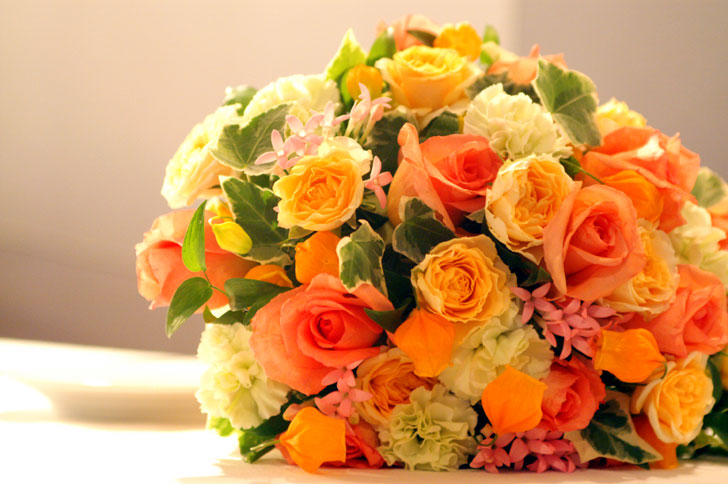

プリザーブドフラワー（英語:preserved flowers）とは加工保存された花。
生花や葉を特殊液に浸し水分を抜いて作られる。
「プリザーブド」が浸透していない時期に「ブリザードフラワー」と誤って呼ばれた事もあった。

## 概要
フランスのヴェルモント社が特許保存技術を1991年に発表し、フローラルデザイナーたちが利用して広まった。ただしプリザーブドフラワーはヴェルモント社が開発した訳ではなく、グリセリンを薬局で購入してプリザーブドフラワーを製作する趣味は昭和期から存在している。

## 特徴

### 長所

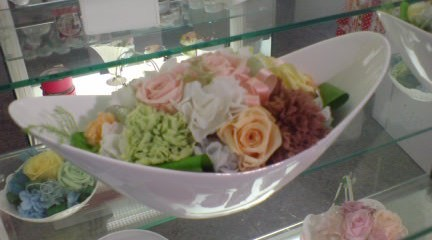
小売店で販売されている様子。

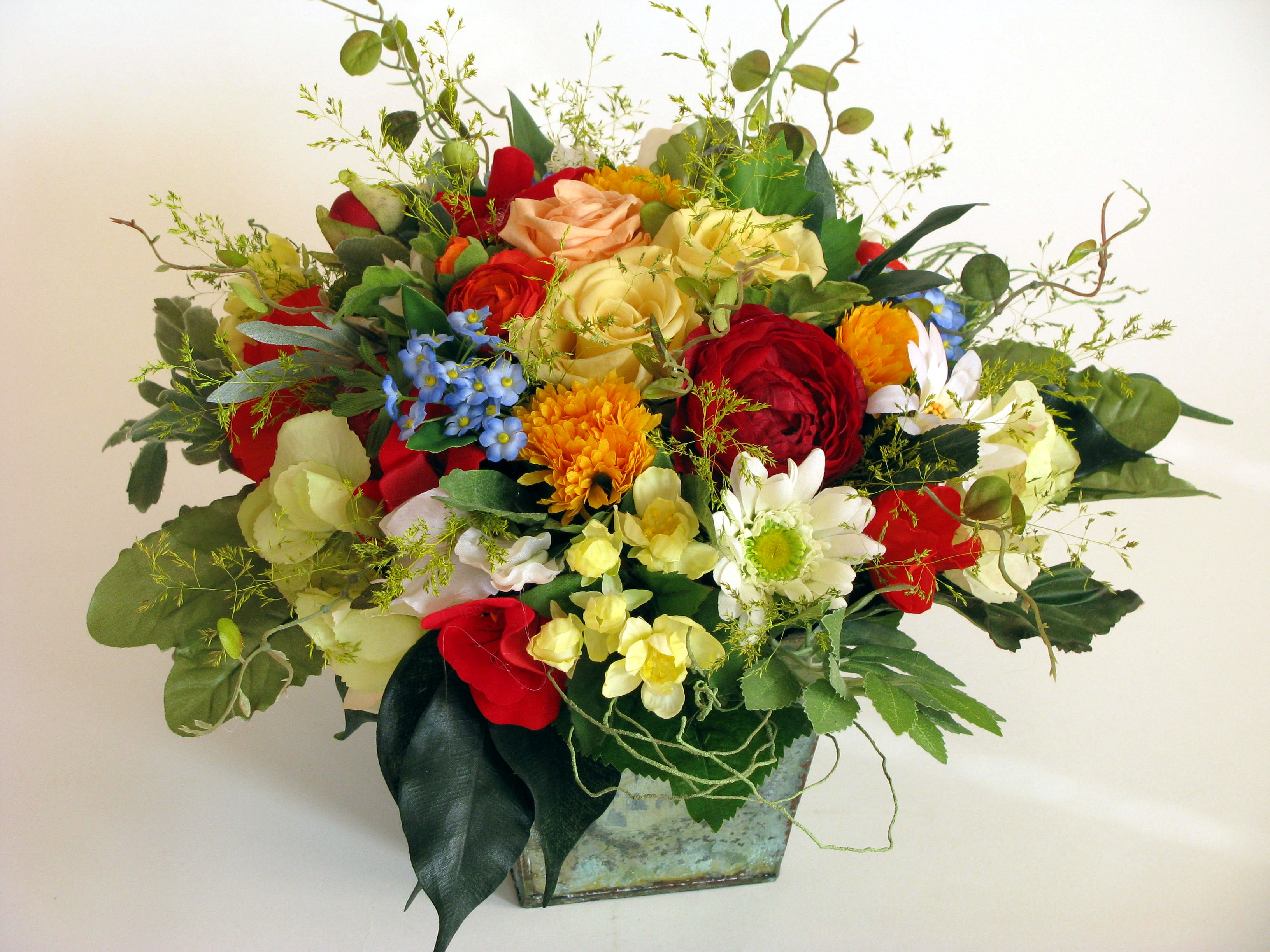
バラのプリザーブドフラワーと、造花との組み合わせ。

- 水を与える必要がないためイベントなどに向いている。短期劣化がないことで見る者にストレスを感じさせない。
- 生きた植物と比べても遜色のない、瑞々しい質感と柔らかさがある。
- 軽い。
- 適切な保存環境で長期に形を維持する。
- 花粉アレルギーの心配が無く、病院などでの見舞に利用しやすい。
- ウェディングブーケとして利用できる。生花ブーケを発注して、挙式後にプリザーブドフラワーにする場合は、結婚式でもプリザーブドフラワーを利用すれば手間が省ける。

### 短所
- 加工を要するため販売価格は高い。
- 生花よりも破損しやすい。
- 湿気や強い紫外線に弱い。
- 布などに長期に接していると花の染料が色移りする。
- 素材の性質上、花を隙間無く配置する構成に表現が偏る。ただしリアル造花やドライフラワーと組み合わせれば、表現方法は広がる。